# 奧爾良 (紐約州)
奧爾良（英語：Orleans）是一個位於美國紐約州傑佛遜縣的鎮。

## 人口
根據2020年美國人口普查的數據，奧爾良的面積為201.31平方千米，當中陸地面積為184.53平方千米，而水域面積為16.77平方千米。當地共有人口2788人，而人口密度為每平方千米14人。